# Altsasu (aquella nit)
Altsasu (aquella nit) (títol original en basc: Altsasu (gau hura)) és una pel·lícula documental de 2021, dirigida per Amets Arzallus i Marc Parramon. L'obra fou produïda per Massa d'Or Produccions i Marmoka Films, amb la col·laboració de TV3 i el suport d'Euskal Irrati Telebista (EiTB), la Generalitat de Catalunya i l'Ajuntament d'Altsasu.
El documental es finançà gràcies a una projecte de micromecenatge, a la plataforma Verkami, que finalitzà el 5 de juny de 2021 havent recollit 30.565 euros dels 25.000 sol·licitats inicialment. L'obra s'estrenà el 22 de maig de 2021 al festival DocsBarcelona amb una espectacular acollida. El 18 de gener de 2022 a les 23:15 hores s'emeté per primera vegada per televisió al programa Sense ficció de TV3.

## Argument
L'obra reflecteix dues realitats del cas Altsasu: d'una banda, el discurs dels mitjans de comunicació i els titulars de premsa, i de l'altra, la vida quotidiana d'alguns dels protagonistes de l'onada repressiva. Els principals protagonistes són el taverner i acusat Iñaki Abad, i Bel Pozueta, mare de l'acusat Adur Ramírez. Al costat d'ells també hi són presents la veu d'Aritz Leotz, bon amic d'Abad.
La matinada del 15 d'octubre de 2016 es produí una baralla al bar Koxka de la localitat navarresa d'Altsasu, amb el resultat d'un ferit —Óscar Arenas Fuertes, tinent de la Guàrdia Civil espanyola fora de servei— que fou traslladat a l'hospital en ambulància i quedà amb el turmell trencat, segons l'informe clínic. En conseqüència, dos joves foren detinguts i alliberats dos dies després. La Policia Foral de Navarra s'encarregà de la investigació però la pròpia Guàrdia Civil decidí passar per davant i fer-se càrrec del cas.
La polèmica esclatà a molts mitjans de comunicació d'àmbit estatal, especialment en titulars de premsa, que assenyalaren Altsasu com un focus de conflicte permanent entre un bàndol de la població que volia sotmetre l'altre. Després de l'esclat mediàtic arribà l'operació policial que detingué a vuit joves del poble i els empresonà a 400 quilòmetres enllà. El règim de reclusió, malgrat que fou de presó provisional, es caracteritzà per unes dures condicions amb l'acusació de «terrorisme», que inclogué l'aïllament total durant 22 hores al dia i la intervenció de tota comunicació. De cara al judici a l'Audiència Nacional d'Espanya, el fiscal sol·licità un total de 375 anys de presó per un delicte de terrorisme. Els fets marcaren profundament les vides dels vuit joves i la de les seves famílies, conscients que és constant la pressió d'una pena de presó gairebé perpètua.